# Xiaomi Redmi Note
Xioami Redmi Note (також відомий як Redmi Note 3G) — смартфон китайської компанії Xioami, що став першим представником серії Redmi Note. Також існує модифікація Xioami Redmi Note 4G, що отримала підтримку 4G та більш потужний процесор. В грудні 2015 року був представлений Xiaomi Redmi Note Prime з покращеним процесором та новішою версією операційної системи.

## Дизайн
Екран смартфонів виконаний зі скла. Корпус виконаний з глянцевого пластику.
Знизу розміщені роз'єм microUSB та мікрофон. Зверху розташовані 3.5 мм аудіороз'єм та другий мікрофон. З правого боку розміщені кнопки регулювання гучності та кнопка блокування смартфону. Динамік розміщений на задній панелі, яку можна зняти. Слоти під 2 SIM-картки та карту пам'яті формату microSD до 32 ГБ знаходяться під корпусом.
Redmi Note та Note 4G продавалися в чорному та білому кольорах, а Redmi Note Prime — лише в білому.

## Технічні характеристики

### Платформа
Redmi Note отримав процесор MediaTek MT6592 (8x 1.4 ГГц Cortex-A7) та графічний процесор Mali-450MP4.
Redmi Note 4G отримав прцесор Qualcomm MSM8928 Snapdragon 400 (4x 1.6 ГГц Cortex-A7) та графічний процесор Adreno 305.
Redmi Note Prime отримав процесор Qualcomm MSM8916 Snapdragon 410 (4x 1.2 ГГц Cortex-A53) та графічний процесор Adreno 306. 

### Батарея
Redmi Note отримав батарею об'ємом 3100 або 3200 мА·год. Також є можливість її заміни.
Redmi Note 4G та Redmi Note Prime отримали батарею об'ємом 3100 мА·год. Також є можливість її заміни. Крім того Redmi Note Prime отримав зарядний блок на 10 Вт.

### Камера
Смартфони отримали основну камеру 12 Мп, f/2.2 з автофокусом та здатністю запису відео з роздільною здатністю 1080p@30fps. Фронтальна камера отримала роздільність 5 Мп та здатність запису відео в роздільній здатності 720p@30fps.

### Екран
Екран IPS LCD, 5.5", HD (1280 × 720) зі співвідношенням сторін 16:9 та щільністю пікселів 267 ppi.

### Пам'ять
Redmi Note та Note Prime продавалися в комплектаціях 1/8 та 2/16 ГБ.
Redmi Note 4G продавався в комплектації 2/8 ГБ.

### Програмне забезпечення
Redmi Note та Redmi Note 4G були випущені на MIUI V5, що базувалася на Android 4.2 Jelly Bean. Були оновлені до MIUI 9 на базі Android 4.4 KitKat.
Redmi Note Prime був випущений на MIUI 7, що базувалася на Android 4.4 KitKat. Був оновлений до MIUI 9.